# Szymon Goldberg (skrzypek)
Szymon Goldberg (ur. 1 czerwca 1909 we Włocławku, zm. 19 lipca 1993 w Toyamie) – amerykański skrzypek, dyrygent i pedagog muzyczny pochodzenia polsko-żydowskiego.
Już w wieku dziecięcym występował w Warszawie. Od 1917 kontynuował studia w Berlinie, korzystając z bezpłatnej nauki u Carla Flescha. W wieku 15 lat wystąpił w Berlinie z koncertem skrzypcowym Niccola Paganiniego. W latach 1925–1929 był koncertmistrzem Filharmonii Drezdeńskiej, a następnie na osobiste zaproszenie Wilhelma Furtwänglera w Filharmonii Berlińskiej.
W 1934 ze względu na pochodzenie został objęty zakazem występów w Niemczech i wyemigrował do Anglii. W Anglii występował jako solista oraz w triu z Paulem Hindemithem i Emanuelem Feuermannem. W 1938 wystąpił po raz pierwszy w Nowym Jorku. Na początku lat 40. występował w krajach Azji, gdzie został uwięziony przez Japończyków i w latach 1942–1945 był internowany na Jawie. Po uwolnieniu i powrocie do Stanów Zjednoczonych otrzymał w 1953 obywatelstwo amerykańskie.
W latach 1951–1965 nauczał gry na skrzypcach w Aspen Music School, występował też w roli dyrygenta. W 1955 założył w Amsterdamie Nederlands Kamerorkest (Holenderską Orkiestrę Kameralną) i kierował nią do 1977, w latach 1977–1979 dyrygował Manchester Camerata.
Był czynny jako pedagog: w latach 1978–1982 na Uniwersytecie Yale, od 1978 w Juilliard School, od 1981 w Curtis Institute of Music i od 1981 w Manhattan School of Music. Od 1990 do końca życia był dyrygentem Nowej Filharmonii Japońskiej w Tokio.